# Senyor Uixer del Bastó Verd
El Senyor Uixer del Bastó Verd (anglès: Gentleman Usher of the Green Rod) és l'uixer del Molt Ancià i Molt Noble orde del Card, establert el 1687.

## Ocupants del càrrec des de 1714
- 1714–1761: Sir Thomas Brand
- 1762–1787: Robert Quarme
- 1787–1800: Matthew Robert Arnott
- 1800–1842: Robert Quarme the younger
- 1842–1884: Frederic Peel Round
- 1884–1895: Sir Duncan Campbell, 3r Baronet (1856–1926)
- 1895–1917: Alan Murray, 6è Comte de Mansfield i Mansfield (1864–1935)[1]
- 1917–1939: Brigadier Sir Robert Gordon Gilmour, 1r Baronet (1857–1939)[2]
- 1939–1953: Coronel Sir North Dalrymple-Hamilton (1883–1953)[3]
- 1953–1958: Tinent Coronel Sir Edward Stevenson KCVO MC (1895–1958)[4]
- 1959–1979: Tinent Coronel Sir Reginald Graham, 3r Baronet VC OBE (1892–1980)[5]
- 1979–1997: Contraalmirall David Dunbar-Nasmith CB DSC (1921–1997)[6]
- 1997–present: Contraalmirall Christopher Layman CB DSO LVO[7]